# Bettina Holzapfel-Gomperz
Bettina Holzapfel-Gomperz (* 15. September 1879 in Wien, Österreich-Ungarn; † 10. Oktober 1948 in Bern) war eine österreichische Bildhauerin und Schriftstellerin.

## Biografie
Bettina Gomperz kam als Tochter des Altphilologen Theodor Gomperz (1832–1912) und der Elise Sichrovsky (1848–1929) zur Welt. Ihr Bruder Heinrich Gomperz (1873–1942) wurde als Philosoph bekannt, ihr anderer Bruder Rudolf Gomperz (*Wien 1878-1942 KZ Trostenez) war der maßgebliche Wegbereiter des Ski-Tourismus in St. Anton am Arlberg.
Da Bettina bereits als Kind sich wenig um geltende Konventionen kümmerte, entwickelte sie sich zu einer Einzelgängerin. Ihrer 35 Jahre älteren Cousine Franziska von Wertheimstein (1844–1907) war sie sehr zugetan, sie wurde eine enge Vertraute. Nach deren Tod erbte Bettina aus der Villa Wertheimstein einige Bilder: Heiliger Hieronimus, vermutlich von Michelangelo Merisi da Caravaggio, dem auch Tod Mariens zugeschrieben wurde, sowie Landschaft mit Stadt von Gerrit Adriaenszoon Berckheyde und Weibliche Heilige über den Wolken schwebend, venezianisch, 16. Jahrhundert. Einer assimilierten jüdischen Familie entstammend, wurde sie auf Wunsch des Vaters am 16. Juli 1903 zur Protestantin getauft. Bettina sprach vier Sprachen, konnte sich jedoch nicht so bilden, wie es den männlichen Familienmitgliedern möglich war, darunter litt sie ihr gesamtes Leben, ihre Interessen lagen in der Mathematik, Raumvermessung und Konstruktion. Bereits mit 14 Jahren wurde sie durch Ludwig Michalek unterrichtet, welcher ihr Talent in der Bildhauerei, Aquarellmalerei und als Zeichnerin förderte. Ihr Vater konsultierte den Porträtmaler Franz von Lenbach, dieser gab ihm den Rat, aus der Antike zu lernen, daraufhin nahm der Vater sie auf Reisen nach Griechenland und Italien mit. Später förderte sie diese Begeisterung für Kunst, Dichtung und Musik auch bei den Töchtern.
Sie heiratete im Jahre 1903 den jüdischen Kulturpsychologen und Philosophen Rudolf Maria Holzapfel (1874–1930). Bettina sah es als Aufgabe an, die Ideen ihres Mannes mit Geld und ihrer Arbeitskraft zu unterstützen, dafür das eigene künstlerische Schaffen zurückzustellen. Nach seinem Tod sah sie es als ihre Hauptaufgabe an, seine Ideen des Panidealismus zu verbreiten. Der Entwurf zur Grabkapelle ihres Mannes stammte ebenfalls von ihr. Die gemeinsamen Kinder waren
1. Myrrha Holzapfel (1905–1979)[5], sie war Herausgeberin von: „Kompositionen“, aus dem Nachlass Rudolf Maria Holzapfels, Universal-Edition, Wien/Leipzig 1932
2. Monika Holzapfel (1907–1995), Autorin, Honorarprofessorin für Tierpsychologie, Verhaltensforschung und Biologie der Tiere an der Universität Bern. Sie war die erste Frau in Europa, die einen Zoo leitete (Tierpark Dählhölzli in Bern), und die erste Frau, welche als Mitglied in den 1946 neu gegründeten Internationalen Zoodirektoren-Verband „International Union of Directors of Zoological Gardens“ (IUDZG, heute WAZA), aufgenommen wurde.

## Werke

### Schriften
- Rudolf Maria Holzapfel: Heilige Ewigkeit. Dichtung. Aus dem Nachlass hrsg. von Bettina Holzapfel. DVA, Stuttgart/Berlin 1932.
- Beiträge von Rudolf Maria und Bettina Holzapfel, Wladimir Astrow, Hans Zbinden und Hans Rhyn: Wandlung. Blätter für panidealistischen Aufbau. Heft 1. Mai/Juni 1934. 48 S.
- Neue Entfaltungsmöglichkeiten für die Kunst und Plan zu einem Physiognomischen Institut. Francke, Bern 1935
- Antlitze Großer Schöpfer. Geplant und eingeleitet von Bettina Holzapfel. Fortgesetzt und hrsg. von Heinz Balmer. Birkhäuser, Basel 1961 (Einleitung, PDF-Datei, 245 kB).
- Wie auf einem stillen Weiher. Österreichische Verlagsanstalt, Wien 1979, ISBN 3-85202-057-3
- Reisnerstraße 13. Meine Jugend im Wien der Jahrhundertwende. Aus dem Nachlass hrsg. von Monika Meyer-Holzapfel und Cedric Hausherr. Österreichische Verlagsanstalt & Schroll, Wien 1980, ISBN 3-7031-0513-5

### Bildhauerei
- Spanierin, Büste in Gips, 1897
- sitzender Träumer mit gesenktem Haupte, Gips, 1912
- sitzender Träumer mit gestütztem Kopf, Ton, 1912
- aus der Phantasie geschaffenes Antlitz, Ton, Anfang der 1920er Jahre, nur als Fotografie erhalten geblieben
- Rudolf Martin Gomperz, Halbbüste in Bronze, zwischen 1920 und 1929